# Antiradarrobot
Antiradarrobotar är robotar med passiv radarkänslig målsökare vars uppgift är att följa radarstrålningen fram till en sändare varvid robotens stridsspets detonerar. Inom gruppen ingår generellt alla typer av robotar med målsökare avsedd att ledas mot en sändare av dess radiostrålning, men den största delen av robotarna är flygplansburna attackrobotar avsedda att användas för att bekämpa luftvärnssystem. Dessa har en målsökare som kan uppfatta radarvågor på ett stort antal frekvenser, generellt så stort frekvensspann som möjligt, och kan användas för att förstöra alla typer av radarsystem, inklusive både spanings- och eldledningsradar. Vid bekämpning av eldledningsradar utnyttjar de det faktum att semiaktiva luftvärnsrobotar är beroende av sin eldledningsradar för att kunna träffa sitt mål. Till skillnad från robotar med semiaktiva målsökare utnyttjar antiradarrobotar det fientliga radarsystems radarvågor för att förstöra det. Även en del sjömålsrobotar, till exempel franska Exocet, har antiradarlägen som kan utnyttjas i händelse av att målfartyget försöker använda radarstörning för att hindra roboten att träffa sitt mål.
En artefakt vid radarantenner är att de sänder ut signaler i sidolober åt andra håll än huvudstrålningen. Dessa sidolober kan antiradarrobotar utnyttja, utan att operatörerna kan upptäcka roboten på radarskärmen.

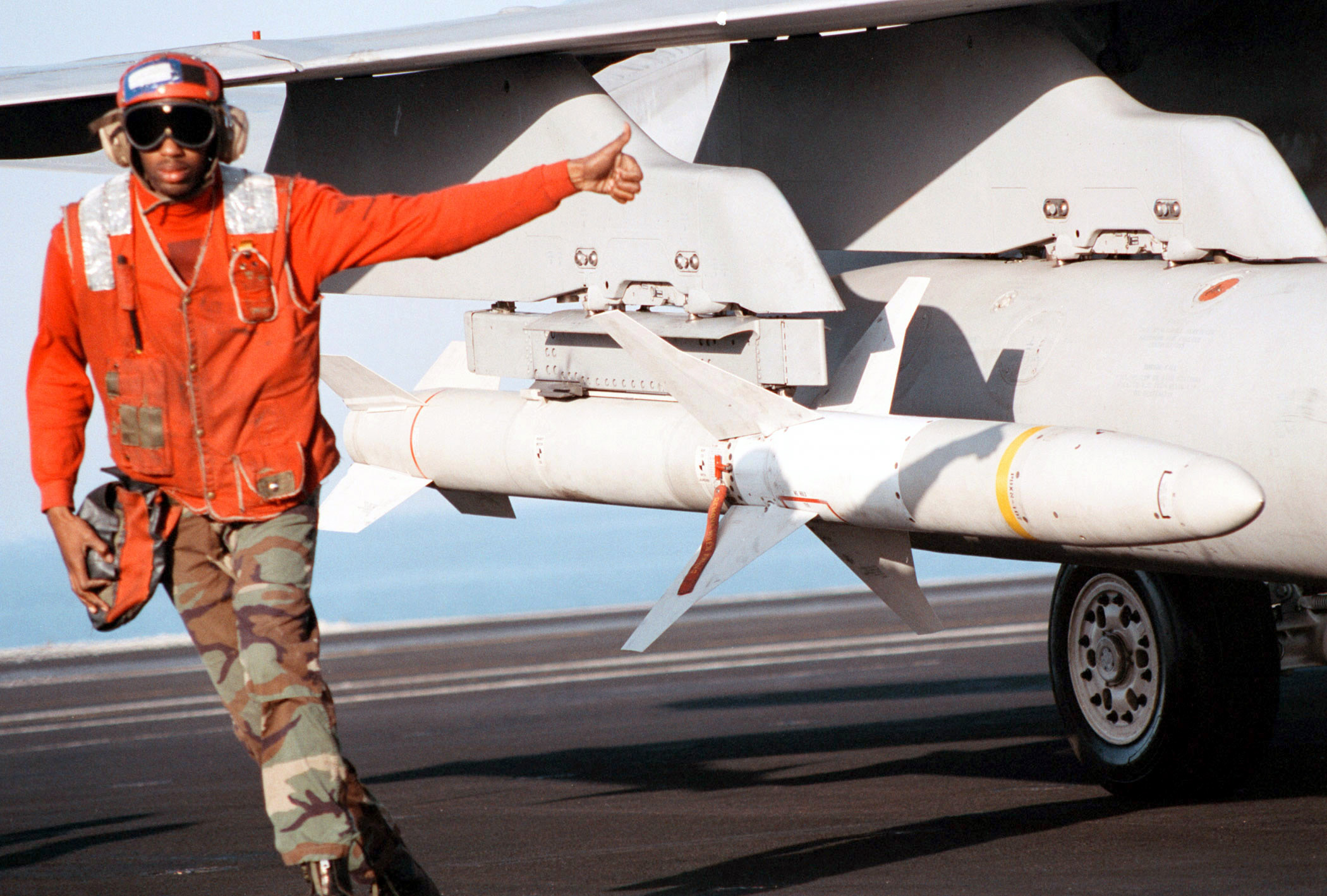
Antiradarrobot av typ AGM-88 HARM på amerikansk F/A-18.

## Amerikansk användning
Inom USA:s flygvapen och USA:s flotta används antiradarrobotar av vissa flygplanstyper specifikt för att slå ut luftvärnssystem. Denna typ av uppdrag kallas för SEAD (Suppression of Enemy Air Defenses – Översatt ungefär: nedkämpning av fientligt luftförsvar) och enheterna som utför uppdraget kallas för Wild Weasels. Syftet är framförallt att under den första tiden av en konflikt eller operation försämra kapaciteten hos fiendens luftförsvar för att öka överlevnadschanserna för senare vågor av attackplan. De robotar som USA:s väpnade styrkor använde var tidigare AGM-45 Shrike och AGM-78 Standard ARM. Idag används framförallt den betydligt mer moderna AGM-88 HARM (High-speed Anti-Radiation Missile). 

## Antiradarrobotar mot semiaktiva luftvärnsrobotar
Antiradarrobotar är särskilt effektiva mot semiaktiva luftvärnssystem. Vid en strid mellan ett semiaktivt luftvärnssystem och ett flygplan beväpnat med antiradarrobotar ställs luftvärnet inför följande dilemma: Om operatörerna av luftvärnssystemet avfyrar en eller flera luftvärnsrobotar och flygplanet avfyrar en antiradarrobot ställs operatörerna inför valet att antingen stänga av eldledningsradarn, vilket innebär att luftvärnsrobotarnas målsökning kommer att sluta fungera och flygplanet ej kommer träffas, eller att låta eldledningsradarn vara påslagen, vilket innebär att de riskerar att träffas av antiradarroboten. Om denna når fram före en luftvärnsrobot kommer dessutom luftvärnsroboten ej att kunna träffa planet eftersom radarbelysningen upphör om radarn träffas. I så fall slås luftvärnssystemet ut medan planet överlever. Dessutom har moderna antiradarrobotar ofta en funktion som låter dem fortsätta färdas mot radarns senaste kända position även om den stängs av. För att luftvärnssystemet då ska kunna överleva måste det dessutom kunna förflytta sig innan antiradarroboten når fram. På grund av detta blir stridsvärdet av luftvärnsrobotar med aktiv radar eller infraröd målsökare allt större eftersom dessa ej är beroende av en belysningsradar.